# Maumont (affluent de la Sourdoire)
Pour les articles homonymes, voir Maumont.
Le Maumont est un ruisseau français des départements de la Corrèze et du Lot, dans les deux régions de la Nouvelle-Aquitaine et de l'Occitanie, affluent droit de la Sourdoire et sous-affluent de la Dordogne.

## Géographie
De 14,6 km de longueur, le Maumont prend sa source en Corrèze, à 396 mètres d'altitude, au sud-ouest du bourg de Lagleygeolle et arrose Saint-Julien-Maumont.
Sur deux kilomètres, son cours sert ensuite de limite régionale entre la Nouvelle-Aquitaine (département de la Corrèze, commune de La Chapelle-aux-Saints) et l'Occitanie (département du Lot, commune de Saint-Michel-de-Bannières) avant de rejoindre la Sourdoire en rive droite, à deux kilomètres au sud-est de Saint-Michel-de-Bannières. Il coule globalement du nord vers le sud. Le Maumont conflue en rive droite de la Sourdoire, à 117 mètres d'altitude sur la commune de Vayrac près du lieu-dit Roubegeolles.

### Communes et arrondissements traversés
Le Maumont traverse les huit communes suivantes de l'amont vers l'aval :
- Lagleygeolle (source), Meyssac, Saint-Julien-Maumont, Branceilles, Curemonte et La Chapelle-aux-Saints en Corrèze,
- Saint-Michel-de-Bannières et Vayrac (confluence) dans le Lot.

En termes d'arrondissements, le Maumont prend sa source dans l'arrondissement de Brive-la-Gaillarde et conflue dans l'arrondissement de Gourdon.

### Toponymie
Le Maumont a donné son hydronyme à la commune de Saint-Julien-Maumont.

### Bassin versant
Le Maumont traverse une seule zone hydrographique « la Sourdoire du confluent de la Sajette au confluent de la Dordogne ».
Son bassin versant s'étend sur 25 km2.

## Affluents
Le Maumont a cinq affluents référencés d'un ou deux kilomètres de longueur sans sous-affluents, donc son rang de Strahler est de deux.